# Tennis de table aux Jeux paralympiques d'été de 2012
Navigation
Pékin 2008 Rio de Janeiro 2016

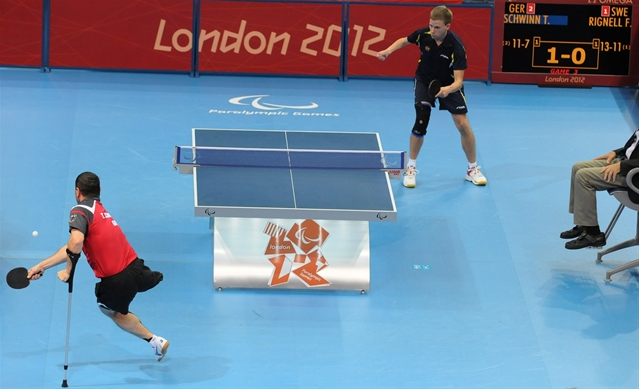
Tennis de table aux Jeux paralympiques de Londres.

La compétition de tennis de table des Jeux paralympiques d'été de 2012 se déroule du 30 août 2012 au 8 septembre 2012 au Centre ExCeL de Londres. 276 athlètes, 174 hommes et 102 femmes sont engagés dans 29 tableaux.

## Classification
Les athlètes sont classés selon la nature et le degré de leur handicap. Il y a onze catégories,. Plus le nombre est bas, plus les sportifs ont du mal à se mouvoir.
- Les athlètes des catégories 1 à 5 jouent en fauteuil roulant.
- Les athlètes des catégories 6 à 10 jouent debout. Le pongiste peut fixer la raquette à sa main s’il ne peut pas la tenir.
- Les athlètes qui ont un handicap intellectuel sont classés dans la catégorie 11.

## Calendrier
Les tableaux en simple messieurs et simples dames se déroulent du 30 août au 3 septembre, les tableaux par équipe du 5 au 8 septembre.

## Résultats

### Podiums

#### Hommes
| Épreuve                   | Or                                                      | Argent                                                                    | Bronze                                                               |
| ------------------------- | ------------------------------------------------------- | ------------------------------------------------------------------------- | -------------------------------------------------------------------- |
| Simple – Classe 1         | Holger Nikelis (GER)                                    | Jean-François Ducay (FRA)                                                 | Paul Davies (GBR)                                                    |
| Simple – Classe 2         | Ján Riapoš (SVK)                                        | Kyung-Mook Kim (KOR)                                                      | Fabien Lamirault (FRA)                                               |
| Simple – Classe 3         | Panfeng Feng (CHN)                                      | Zlatko Kesler (SRB)                                                       | Thomas Schmidberger (GER)                                            |
| Simple – Classe 4         | Kim Young-Gun (KOR)                                     | Yan Zhang (CHN)                                                           | Sameh Saleh (EGY)                                                    |
| Simple – Classe 5         | Tommy Urhaug (NOR)                                      | Ningning Cao (CHN)                                                        | Eun-Chang Jung (KOR)                                                 |
| Simple – Classe 6         | Rungroj Thainiyom (THA)                                 | Álvaro Valera (ESP)                                                       | Peter Rosenmeier (DEN)                                               |
| Simple – Classe 7         | Jochen Wollmert (GER)                                   | Will Bayley (GBR)                                                         | Mykhaylo Popov (UKR)                                                 |
| Simple – Classe 8         | Shuai Zhao (CHN)                                        | Richard Csejtey (SVK)                                                     | Emil Andersson (SWE)                                                 |
| Simple – Classe 9         | Ma Lin (CHN)                                            | Stanislaw Fraczyk (AUT)                                                   | Gerben Last (NED)                                                    |
| Simple – Classe 10        | Patryk Chojnowski (POL)                                 | Yang Ge (CHN)                                                             | David Jacobs (INA)                                                   |
| Simple – Classe 11        | Péter Pálos (HUN)                                       | Byung-Jun Song (KOR)                                                      | Pascal Pereira-Leal (FRA)                                            |
| Par équipes - Classe 1–2  | Slovaquie Ján Riapoš Martin Ludrovský Rastislav Revúcky | France Vincent Boury Fabien Lamirault Stéphane Molliens                   | Corée du Sud Kim Kong Yong Kim Min Gyu Kim Kyung Mook Lee Chang Ho   |
| Par équipes - Classe 3    | Chine Panfeng Feng Zhao Ping Gao Yanming                | Allemagne Thomas Schmidberger Jan Guertler Thomas Bruechle Holger Nikelis | France Yann Guilhem Florian Merrien Jean-Philippe Robin              |
| Par équipes - Classe 4–5  | Chine Cao Ningning Zhang Yan Guo Xingyuan               | Corée du Sud Jung Eun Chang Kim Young Gun Choi Il Sang Kim Jung Gil       | France Maxime Thomas Gregory Rosec Nicolas Savant-Aira Émeric Martin |
| Par équipes - Classe 6–8  | Pologne Piotr Grudzien Marcin Skrzynecki                | Espagne Álvaro Valera Jordi Morales                                       | Grande-Bretagne Ross Wilson Will Bayley Aaron McKibbin               |
| Par équipes - Classe 9–10 | Chine Ma Lin Lian Hao Lu Xiaolei Ge Yang                | Pologne Patryk Chojnowski Sebastian Powrozniak                            | Espagne Jorge Cardona José Manuel Ruiz Reyes                         |

#### Femmes
| Épreuve                   | Or                                           | Argent                                                 | Bronze                                                                  |
| ------------------------- | -------------------------------------------- | ------------------------------------------------------ | ----------------------------------------------------------------------- |
| Simple - Classe 1-2       | Liu Jing (CHN)                               | Pamela Pezzutto (ITA)                                  | Isabelle Lafaye Marziou (FRA)                                           |
| Simple - Classe 3         | Anna-Carin Ahlquist (SWE)                    | Doris Mader (AUT)                                      | Alena Kánová (SVK)                                                      |
| Simple - Classe 4         | Zhou Ying (CHN)                              | Borislava Perić (SRB)                                  | Sung-Hye Moon (KOR)                                                     |
| Simple - Classe 5         | Bian Zhang (CHN)                             | Gai Gu (CHN)                                           | Sung-Hye Moon (SWE)                                                     |
| Simple - Classe 6         | Raïssa Tchebanika (RUS)                      | Antonina Khodzynska (UKR)                              | Yuliya Klymenko (UKR)                                                   |
| Simple - Classe 7         | Kelly van Zon (NED)                          | Yulia Ovsyannikova (RUS)                               | Viktoriia Safonova (UKR)                                                |
| Simple - Classe 8         | Jingdian Mao (CHN)                           | Thu Kamkasomphou (FRA)                                 | Josefin Abrahamsson (SWE)                                               |
| Simple - Classe 9         | Lei Lina (CHN)                               | Neslihan Kavas (TUR)                                   | Liu Meili (CHN)                                                         |
| Simple - Classe 10        | Natalia Partyka (POL)                        | Yang Qian (CHN)                                        | Lei Fan (CHN)                                                           |
| Simple - Classe 11        | Wong Ka Man (HKG)                            | Yeung Chi Ka (HKG)                                     | Anzhelika Kosacheva (RUS)                                               |
| Par équipes - Classe 1–3  | Chine Liu Jing Li Qian                       | Corée du Sud Cho Kyung Hee Choi Hyun Ja Jung Sang Sook | Grande-Bretagne Jane Campbell Sara Head                                 |
| Par équipes - Classe 4–5  | Chine Gu Gai Zhang Bian Zhang Miao Zhou Ying | Suède Anna-Carin Ahlquist Ingela Lundbäck              | Corée du Sud Jung Ji Nam Jung Young-a Moon Sung Hye                     |
| Par équipes - Classe 6–10 | Chine Fan Lei Lei Lina Liu Meili Yang Qian   | Turquie Ümran Ertis Neslihan Kavas Kübra Öçsoy         | Pologne Alicja Eigner Malgorzata Jankowska Natalia Partyka Karolina Pęk |

### Tableau des médailles
| Rang  | Nation          | Or | Argent | Bronze | Total |
| ----- | --------------- | -- | ------ | ------ | ----- |
| 1     | Chine           | 14 | 5      | 2      | 20    |
| 2     | Pologne         | 3  | 1      | 1      | 5     |
| 3     | Slovaquie       | 2  | 1      | 1      | 4     |
| 4     | Allemagne       | 2  | 0      | 1      | 3     |
| 5     | Corée du Sud    | 1  | 4      | 3      | 8     |
| 6     | Suède           | 1  | 1      | 3      | 5     |
| 7     | Hong Kong       | 1  | 1      | 0      | 2     |
| 8     | Pays-Bas        | 1  | 0      | 1      | 2     |
| 9     | Hongrie         | 1  | 0      | 0      | 1     |
| 9     | Norvège         | 1  | 0      | 0      | 1     |
| 9     | Thaïlande       | 1  | 0      | 0      | 1     |
| 12    | France          | 0  | 2      | 5      | 7     |
| 12    | Espagne         | 0  | 2      | 1      | 3     |
| 13    | Serbie          | 0  | 2      | 0      | 2     |
| 13    | Autriche        | 0  | 2      | 0      | 2     |
| 13    | Turquie         | 0  | 2      | 0      | 2     |
| 16    | Grande-Bretagne | 0  | 1      | 2      | 3     |
| 17    | Russie          | 0  | 1      | 1      | 2     |
| 18    | Italie          | 0  | 1      | 0      | 1     |
| 19    | Ukraine         | 0  | 0      | 2      | 2     |
| 20    | Danemark        | 0  | 0      | 1      | 1     |
| 20    | Égypte          | 0  | 0      | 1      | 1     |
| 20    | Indonésie       | 0  | 0      | 1      | 1     |
| Total | Total           | 26 | 26     | 26     | 78    |